# Night of the Demons
Night of the Demons (conocida en España e Hispanoamérica como La Noche de los Demonios) es una película estadounidense de terror de 1988 dirigida por Kevin Tenney. Estuvo protagonizada por Cathy Podewell, Allison Barron Alvin Alexis, Linnea Quigley y Amelia Kinkade. Se basa en la noche de Halloween, en donde un grupo de jóvenes decide realizar una fiesta en una casa abandonada sin saber que allí existen varios demonios como producto de asesinatos cometidos en dicho lugar.

## Sinopsis
Durante la noche de Halloween una chica llamada Angela (Amelia Kinkade) invita a sus amigos a festejar en Hull House, una casa abandonada donde se dice que ocurrieron varios asesinatos, y donde una leyenda macabra cuenta sobre una familia que se volvió loca y cuyos miembros empezaron a matarse entre sí. El grupo de diez adolescentes que aceptó la invitación de Angela decide tener la fiesta de Halloween en una funeraria oculta dentro de la casa, y accidentalmente despiertan a un demonio mientras tienen una sesión de espiritismo allí. El demonio entra en el cuerpo de Angela, y pronto este transforma varios de los adolescentes en demonios también.
El grupo desconoce además que en Hull House se encuentra una franja de tierra impura y no apta para habitabilidad humana, ya que es un refugio de espíritus de demonios que en la noche de Halloween pueden ser convocados con efectividad. Con las puertas, ventanas y demás formas de salir bloqueadas, los no transformados tendrán que ingeniárselas para evitar ser asesinados de una forma brutal por las víctimas poseídas por los demonios.

## Trama
La adolescente Angela Franklin y su amiga Suzanne están organizando una fiesta en Hull House, un depósito de cadáveres abandonado de su espantoso pasado y que se rumorea que está maldecido por espíritus malignos. En el camino hacia allí, Stooge, Helen y Rodger pasan junto a un anciano que lleva manzanas y hojas de afeitar. Cuando Stooge se burla de él mostrando sus nalgas por la ventana del pasajero, el anciano los maldice y dice que "obtendrán lo que se merecen".
Judy Cassidy y su novio Jay Jansen recogen a sus amigos, Max y Frannie, para la fiesta. Cuando llegan, el exnovio de Judy, Sal Romero, interrumpe la fiesta. Empiezan la fiesta bailando, pero la radio se apaga. Angela luego realiza una sesión de espiritismo como un juego de fiesta, pero Helen grita cuando ve un demonio en el espejo presagiando su desaparición, y el espejo cae al suelo en pedazos. De repente, el grupo oye ruidos sordos debajo de ellos, y el demonio se libera del crematorio para poseer a una distraída Suzanne. El grupo busca alrededor de la casa, y la poseída Suzanne besa con fuerza a Angela para que el demonio también se manifieste en ella.
Cuando Judy descubre que Jay solo la invitó a tener relaciones sexuales, la abandona en una habitación solo para que aparentemente esté encerrada. Rodger y Helen no encuentran salida afuera, pero cuando Helen desaparece y los demonios gritan el nombre de Rodger, él se encierra en el auto. Stooge deambula con Suzanne para encontrar un baño y lo encierran afuera, donde su rostro se transforma y rompe un espejo antes de desaparecer. Un Stooge confundido encuentra a Angela bailando seductoramente frente a la chimenea y comienza a bailar con ella, pero cuando se besan, ella lo posee mientras le muerde la lengua. Mientras tanto, Jay se va y encuentra a Suzanne en un baño con los senos hacia afuera y lápiz labial distorsionado por toda la cara y el pezón. Mientras tienen relaciones sexuales, ella le revela su apariencia demoníaca interior y le arranca los ojos. El poseído Stooge se encuentra con Max y Frannie teniendo sexo en un ataúd y de inmediato los asesina a ambos horriblemente.
Mientras Sal se horroriza cuando ve a Angela poniendo sus manos en el fuego, Rodger (que se había quedado dormido) se despierta del cuerpo de Helen chocando contra el auto. Los dos logran liberar a Judy, pero se separan cuando Angela, ahora abiertamente demoníaca, los persigue. Escondiéndose de Angela, Sal y Judy descubren a Suzanne con el cuerpo de Jay antes de que Sal sea arrojada por una ventana. Judy escapa y evade a los demonios por toda la casa. Cuando ella intenta bajar y Angela intenta matarla, Sal parece luchar contra ella y ambos se caen del techo, con Sal empalado en una espiga. Judy y Rodger son perseguidos por los demonios y se encierran en el crematorio. Justo cuando Angela y Stooge derriban la puerta, ella usa un tubo que canaliza gas y lo enciende para quemarlos.
Escapan arriba en las escaleras y son acorralados por los demonios, incluyendo a Angela y Stooge quemados junto con los cuerpos de no-muertos poseídos por demonios de Suzanne, Jay, Max, Frannie y Sal. Rodger rompe una ventana que los lleva al exterior y comienzan a trepar por una pared agarrándose del alambre de púas que la rodea, pero los demonios intentan arrastrar a Judy por los tobillos. Rodger la levanta y escapan por la pared cuando sale el sol para destruir los cadáveres poseídos y desterrar a los demonios de regreso al infierno. Judy y Rodger, muy conmocionados, caminan juntos a casa y pasan junto al anciano que los mira con disgusto. Luego él entra a su casa para comer uno de los pasteles caseros de su esposa, solo para darse cuenta demasiado tarde de que ella usó las manzanas en las que colocó las hojas de afeitar. Las hojas cortaron gráficamente su garganta, matándolo; su esposa luego se acerca casualmente a su cadáver para besar su cabeza, diciendo "Feliz Halloween, querido".
La publicidad de la película decía: "Angela está de fiesta, Jason y Freddy están demasiado asustados para venir... pero lo pasarás genial".

## Reparto
- Allison Barron ... Helen
- Cathy Podewell ... Judy Cassidy
- Alvin Alexis ... Rodger
- Amelia Kinkade ... Angela Franklin
- Billy Gallo ... Sal Romero
- Linnea Quigley ... Suzanne
- Lance Fenton ... Jay Jansen
- Hal Havins ... Stooge
- Philip Tanzini ... Max
- Jill Terashita ... Frannie
- Karen Ericson ... Sra. Cassidy (Madre de Judy)
- Don Jeffcoat ... Billy Cassidy
- Harold Ayer ... Viejo
- Marie Denn ... Esposa del Viejo

## Recepción
En el sitio web del agregador de reseñas Rotten Tomatoes Night of the Demons tiene un índice de aprobación del 36%, basado en 11 reseñas de críticos, con una calificación promedio de 4.80/10. The Washington Post criticó la película como "una convergencia de estereotipos... y clichés". The New York Times informó que "lo más inteligente de Night of the Demons es su campaña publicitaria" y que "es estúpido; es sexista; a los 89 minutos se siente imperdonablemente largo".
1. ↑  «Night of the Demons (1988)». Rotten Tomatoes. Archivado desde el original el 22 de abril de 2021. Consultado el 4 de octubre de 2021.
2. ↑  'Night of the Demons' : (R) Archivado el 4 de marzo de 2016 en Wayback Machine. Washington Post
3. ↑  Night of the Demons (1988) Archivado el 14 de octubre de 2021 en Wayback Machine. New York Times